# Ивайловград
Вижте пояснителната страница за други значения на Ивайловград.
Ива̀йловград е град в Югоизточна България, област Хасково, административен център на община Ивайловград. Старото му име е Ортакьой. По данни на ГРАО към 15 юни 2023 г. в града живеят 3074 души по настоящ адрес и 3586 души по постоянен адрес.

## География

### Местоположение
Ивайловград се намира в крайните дялове на Източните Родопи по средното течение на р.Арда и нейните притоци Бяла и Луда река. Той е единственият град в България, от който, отправяйки се право на север, се стига до Гърция. Намира се на 122 km от областния център Хасково, на 102 km от областния град Кърджали, на 56 km от Маджарово, на 61 km от Любимец, на 79 km от Харманли и на 328 km от столицата София.
Община Ивайловград е разположена в най-югоизточната част на Родопите. На изток и на юг граничи с Република Гърция, а нейни съседи, на север и запад, са общините Любимец, Маджарово и Крумовград.

### Климат
Климатът на района е преходно-средиземноморски. Територията на общината е 820 km2 и попада изцяло в Източно-родопската физико-географска област, надморската височина на която се движи от 70 до 700 m. Релефът на региона има добре изразен нискоридов и долинен характер.

## История

### Първи сведения за Лютица
През Средновековието на мястото на квартал Лъджа се е издигала крепостта Лютица. Първите сведения за нея са от 9 – 10 век, когато в епархийски списъци от времето на император Лъв VI (886 – 912) и патриарх Николай Мистик се споменава за митрополитското средище Лютица. Лютица е известна и от мемоарите на император Йоан VI Кантакузин (1347 – 1354), чиято войска стига до крепостта през 1342 – 1343 година. Градът е бил разрушен при нахлуването на османските турци в Източните Родопи през 1362 г.

### Османски период
Османците прекръщават града на Ортаккьой, в буквален превод от турски Средно село или Село по средата. По време на османското владичество и през епохата на българското Възраждане, сведенията за града са оскъдни. В документи, касаещи икономическото, стопанското и политическо състояние на Одринския вилает (района около Одрин, Димотика и Софлу), се споменава и Ортакьойската каза като малка и незначителна област във вилаета. Поради междуособиците в Османската империя и кърджалийското движение, в края на 18 и 19 век започва масово изселване на българското население към Мала Азия.
Освободителната Руско-турска война, Балканската и Междусъюзническата войни, със своите решения, довеждат до нечувана концентрация на българското население от Родопската област, Беломорска Тракия и Мала Азия в пределите на новоосвободена България.

### Балканските войни
След Освобождението на България от османска власт, според решенията на Берлинския конгрес от 1878 година, районът на Ивайловград остава в пределите на османската държава. През 1912 година, по време на Балканската война, Източните Родопи попадат в оперативния периметър на Отделната сборна конна бригада под командването на генерал-майор Александър Танев.
През лятото на 1913 година в Гюмюрджинска област е образувано Гюмюрджинско автономно управление, с председател Хафъз Сали. На планомерното изтребление на българския национален елемент в Беломорска Тракия дипломатично се придава неофициален характер. Изкуствено създадените трудности и формалности дават възможност на автономистите ефективно да използват периода до възстановяването на българското административно управление в беломорските райони. Гюмюрджинските автономни чети пристигат в Ивайловград на 29 юли 1913 година. Местното българско население в околията е оставено на произвола на съдбата. С неговата чест, имот и живот започват да се разпореждат развилнелите се башибозуци, дезертьори от османската армия, гръцки и албански шовинисти. Те се възглавяват от Иляз бей, който създава и регионална автономна милиция. Сформирани са пехотни и кавалерийски чети с главатари.

### Разорението на тракийците
През септември – октомври 1913 година главорезите от автономните чети убиват, заколват и изгарят в селата Камилски дол, Сив кладенец, Покрован, Хухла, Горно Луково, Горноселци, Гугутка, Попско и Драбишна общо 335 души – мъже, жени, деца и старци. Затова с пълно основание проф. Любомир Милетич, автор на книгата „Разорението на тракийските българи“, пише: „...всички са пострадали и то толкова много, че Ортакьойската околия (Ивайловградска околия) може да се каже най-нещастна между пострадалите околии на Нова България“.
Унищожени са стотици къщи и стопански пристройки, църкви, училища, читалища. Избити са и местни административни, църковни и просветни дейци. Нанесени са неизлечими психически травми в душевността на местното българско население. Само намесата на XXVII пехотен полк и четите на прославените тракийски войводи Димитър Маджаров и Руси Славов предотвратява тоталното обезбългаряване на Ивайловградския край. Едва след това той започва мирния си живот, като един от предните бастиони на българската държава, присъединен към териториалния патримониум на България. След подписването на мирните договори е възобновен процесът на политическо, административно, просветно и културно развитие. Създават се институциите, организациите, ведомствата и структурите на българската държавност.

### След войните (1913 – 1919)
До 1913 година населението на Ортакьой (Ивайловград) е изцяло гръцко, включва няколко гръкомански семейства. В околностите на града преобладават обаче турците и българите (християни и мюсюлмани). По време на Първата балканска война, за да сломят претенциите на местните българи и българската държава, турски и гръцки чети разоряват българските села в региона. В погромите вземат участие и ортакьойските гърци. След като става известно, че Ивайловградският край ще остане под контрола на българите, гръцкото население бяга панически пред угрозата от българско отмъщение и градчето е обезлюдено.
След войните и предаването на Беломорска и Източна Тракия на Гърция и Турция много българи напускат родните си места и се отправят към България. Така обезлюдените Ортакьой и села от региона стават дом на български бежанци от Беломорска Тракия, Одринско, завърналите се в Родината малоазиатци и отделни български семейства от Македония.
През март 1923 г. в Ортакьой става голямо наводнение след като река Арда приижда и залива околността.
На 14 август 1934 година градът е прекръстен на Ивайловград.

## Население

### Численост на населението
Преброявания на населението
Численост на населението според преброяванията през годините:
| \| Година на преброяване \| Численост \| \| --------------------- \| --------- \| \| 1934 \| 2821 \| \| 1946 \| 3272 \| \| 1956 \| 3927 \| \| 1965 \| 3852 \| \| 1975 \| 3896 \| \| 1985 \| 4783 \| \| 1992 \| 5239 \| \| 2001 \| 4420 \| \| 2011 \| 3739 \| \| 2021 \| 3183 \| |           |
| Година на преброяване | Численост |
| 1934 | 2821      |
| 1946 | 3272      |
| 1956 | 3927      |
| 1965 | 3852      |
| 1975 | 3896      |
| 1985 | 4783      |
| 1992 | 5239      |
| 2001 | 4420      |
| 2011 | 3739      |
| 2021 | 3183      |

### Етнически състав
Преброяване на населението през 2011 г.
Численост и дял на етническите групи според преброяването на населението през 2011 г.:
|                     | Численост | Дял (в %) |
| Общо                | 3739      | 100.00    |
| Българи             | 3483      | 93.15     |
| Турци               | 11        | 0.29      |
| Цигани              | 0         | 0.00      |
| Други               | 18        | 0.48      |
| Не се самоопределят | 10        | 0.26      |
| Неотговорили        | 217       | 5.80      |

### Религии
Жителите на Ивайловград са главно източноправославни християни.
Градът е център на Ивайловградското архиерейско наместничество, едно от осемте наместничества на Пловдивската епархия на Българска православна църква. Храмове на Българска православна църква в града:
- Църква „Преображение Господне“, построена 1805 г., цялостно преустроена 1828 г. (архитектурно-художествен паметник на културата с национално значение);
- Църква „Свети Пророк Илия“, построена 1872 г., строена като съборен епископски храм, най-големият храм в Ивайловградско;
- Храм „Св. св. Константин и Елена“, кв. Лъджа;
- Лъджански (Ивайловградски) манастир „Свети свети Константин и Елена“, разположен на около 2 – 3 km в посока юг-югозапад от ивайловградския квартал Лъджа.

## Политика
След местните избори през 2019 г., кмет на града е Диана Димитрова Овчарова, излъчена от ПП ГЕРБ.
В общинския съвет влизат 9 представители на ПП ГЕРБ, 3-ма на БСП и 1 на ДПС.

## Побратимени градове
- Лонго, Франция
- Кипринос, Гърция

## Икономика
Край града са разположени язовир Ивайловград и ВЕЦ Ивайловград. Наблизо е разположен ГКПП Ивайловград – Кипринос.
От хълмовете се добиват и произвеждат скално-облицовъчни и инертни материали – гнайс, мрамор, туфи, варовик. С разработването и експлоатацията им се занимават 56 фирми, а кариерите за добив на суровината са 80 на брой.
На базата на обширните дъбови гори се развива горско стопанство, което е най-голямото по територия държавно горско стопанство, с площ от 50 170 хектара.

## Образование
- СОУ „Христо Ботев“

## Забележителности

### Вила Армира
Вила Армира е антична римска вила в близост до Ивайловград. Днес тя е паметник на културата с национално значение. Открита е през 1964 година при строеж на язовир на 1,5 km югозападно от квартал Лъджа. При последвалите археологически разкопки са разкрити останките от крайградска вила от периода на Римската империя по нашите земи. Впоследствие тя става популярна под названието „Вила Армира“, произлизащо от името на малка река Армира, приток на река Арда, на брега на която е построена вилата.
Античната „Вила Армира“ представлява внушителен комплекс от жилищни и стопански постройки, разположени на площ от 2200 m². Жилищната ѝ част, заемаща площ от 978 m², обхваща голям вътрешен двор, ограден от покрита галерия с колонада (перистил) и басейн (имплувиум) в средата. Около него са разположени жилищните помещения – трапезария, дневна, кухня, спалня, баня и др. Отоплението се е осъществявало чрез хипокауст (подподово отопление, при което подът на сградата е повдигнат на колонки от зидани тухли или керамични тръби, между които циркулира топъл въздух от специално изградени за целта огнища).
По време на разкопките са открити добре запазени мозайки с фигурални и геометрични мотиви, капители, ажурни парапети, херми, профилирани фрагменти от колони, пиластри, корнизи и облицовки от мрамор. Намерени са и множество керамични съдове, накити и предмети на бита. Вилата е разкошно имение, помещенията на което освен украсените с мозайки подове, са украсени и с богата мраморна декорация и цветна мазилка. В това отношение тя безспорно се очертава като най-пищната от всички известни ни подобни постройки на територията на римска Тракия. Сгради с подобна богата мраморна облицовка са рядко срещани в провинциите на Римската империя. Особено важно е обстоятелството, че степента на съхранение на декоративните елементи позволява практически пълна възстановка на интериора на сградата.

### Крепост Лютица
В община Ивайловград се намира и друго ценно наследство от миналото – крепостта Лютица. Тя е една от най-добре запазените в първоначалния си вид средновековни крепости по българските земи. Стените ѝ, ограждащи площ от 14 дка, са запазени на височина до 6 метра и имат дебелина от 1,75 m. Отбраната им е подсилена с 12 кули, част от които са запазени до първоначалната си височина от 9 m. Кулите са били триетажни и са завършвали с бойна площадка, снабдена със зъбери. Долните етажи на южните кули са използвани като жилищни помещения, а тези на северните – като водохранилища. Това личи много добре от начина, по който е организирано изкачването на бойната площадка до върха на кулите. При тези, които са използвани за жилища, то става чрез вътрешни дървени стълби, а при кулите, чиито долни етажи са пригодени за водохранилища – чрез долепени до крепостната стена каменни стълби.
За първи път името на крепостта се появява в епископските списъци от времето на император Лъв VI Философ (886 – 912 г.). Разрушавана многократно, в сегашния си вид тя е построена най-вероятно през XII – XIII век по времето на цар Калоян.
Известно е, че при османското нашествие Лютица е завладяна без бой. В резултат на това тя не само че не е разрушена, но и запазва статута си на епископски център.

### Театри
През 1914 г. в града е създаден самодеен театър. Първата играна пиеса на сцената му е „Нещастна фамилия“ на Васил Друмев.

### Музеи и читалища
- Общински исторически музей – тел: 03661/6026, ул. „П. Яворов“ 1Б
- Къща музей „Мирчо Паскалев“ – тел: 03661/6026
- Читалище „Пробуда“
- Мутафчиева къща

### Редовни събития
- 14 февруари – празник на града и празник на свети Трифон Зарезан по стар стил
- Първата събота на месец юни – Илиева нива: провежда се възпоменателен събор всяка година в памет на децата, избити в района през Балканските войни от башибозуци.
- Началото на месец септември – „Кулинарното наследство на Тракия“: фестивал на традиционните храни, поминък и занаяти, провеждащ се от 2012 г.

### Кухня
Използват се много подправки, които всеки може да събере сам в околностите – риган, джоджен, мащерка и др. Ловът и риболовът са широко разпространени и затова се готви много дивеч – глигани, пъдпъдъци, и сладководна риба, основно сом, шаран, бяла риба, мряна, кефал, алай (карабалък). Има много майстори на традиционните чевермета, които някои гарнират с мед (който е уникален букет от аромати) и студена бира. Климатът е благоприятен за развитието на лозарството, а оттам и за производството на великолепно вино.

## Личности

### Родени
- Ангелос Пименидис (1904 – 1968), гръцки просветен деец и историк[9]
- Апостолос Папапостолу (1863 – 1920), гръцки свещеник и учител
- Георги Георгиев – Гочето (1924 - 2015), български актьорЦентър за работа с деца; 2011 г.
- Георгиос Целикас (1896 – 1981), гръцки адвокат и политик
- Ивайло Балабанов (1947 - 2021), български поет
- Иван Р. Терзиев, издател на единствения ивайловградски вестник „Беломорец“ от 1937 г. до 1944 г.
- Ламбо Кючуков, бивш заместник-министър на образованието в правителството на Жан Виденов, застрелян на 7 юли 1995 г.[10]
- Петя Павлова (р. 1978),  българска певица
- Серафим Мириофитски и Перистаски (? - 1834), гръцки духовник
- Станислав Стамболов (1965), оперен певец
- Стерьос Анастасиадис (1906 – 1949), гръцки комунист и синдикалист
- Тодор Бояджиев (1931 – 2022), български  езиковед, професор, член-кореспондент на БАН
- Хариклия Фотиу (1918 – 1984), гръцка художничка

### Починали
- Яни Попниколов Янев (Яни Попов) (1878 – 1954), тракийски войвода

### Свързани с града
- Ангел Петров Ангелов – народен музикант, кларинетист. Роден на 7 ноември 1917 г. в с. Куманич, Егейска Македония. Преселил се със семейството си в с. Хухла през 1924 г. Живял до 9 ноември 1992 г. в Ивайловград
- Груд Анастасов – жител на Ортакьой, 1 рота на 8 Костурска дружина[11]
- Никола Петков – политик, интерниран в Ивайловград за антиправителствена дейност през декември 1938 г. до 1941 г.